# Memoriał Ireny Szewińskiej 2020
2. Memoriał Ireny Szewińskiej – międzynarodowy mityng lekkoatletyczny, rozegrany 19 sierpnia 2020 na stadionie imienia Zdzisława Krzyszkowiaka w Bydgoszczy. Miting zaliczany jest do serii zawodów z cyklu World Athletics Continental Tour.

## Rezultaty
Źródło:.
| – rekord mityngu \| – rekord kraju \| – rekord życiowy \| – najlepszy wynik w sezonie |

### Mężczyźni
| Konkurencja:               | 1. miejsce      | Rezultat | 2. miejsce       | Rezultat | 3. miejsce      | Rezultat |
| Bieg na 400 m              | Edoardo Scotti  | 45,48    | Karol Zalewski   | 46,06    | Rabah Yousif    | 46,39    |
| Bieg na 800 m              | Elliot Giles    | 1:45,18  | Marco Arop       | 1:45,75  | Joseph Deng     | 1:45,86  |
| Bieg na 110 m przez płotki | Cameron Fillery | 13,55    | Damian Czykier   | 13,66    | Dawid Żebrowski | 13,80    |
| Pchnięcie kulą             | Michał Haratyk  | 21,61    | Filip Mihaljević | 21,35    | David Storl     | 20,83    |
| Skok o tyczce              | Sam Kendricks   | 5,80     | Piotr Lisek      | 5,80     | Menno Vloon     | 5,70     |

### Kobiety
| Konkurencja:               | 1. miejsce             | Rezultat | 2. miejsce          | Rezultat | 3. miejsce          | Rezultat |
| Bieg na 100 m              | Ajla Del Ponte         | 11,18    | Ewa Swoboda         | 11,24    | Rebekka Haase       | 11,30    |
| Bieg na 400 m              | Justyna Święty-Ersetic | 51,69    | Corinna Schwab      | 52,36    | Natalia Kaczmarek   | 52,39    |
| Bieg na 800 m              | Noélie Yarigo          | 2:00,11  | Sofia Ennaoui       | 2:00,26  | Laura Muir          | 2:00,34  |
| Bieg na 1500 m             | Jemma Reekie           | 4:09,01  | Caterina Granz      | 4:11,19  | Klaudia Kazimierska | 4:11,74  |
| Bieg na 100 m przez płotki | Karolina Kołeczek      | 12,98    | Anne Zagré          | 13,11    | Klaudia Wojtuniuk   | 13,25    |
| Skok wzwyż                 | Julija Łewczenko       | 2,00     | Jarosława Mahuczich | 1,97     | Jeanelle Scheper    | 1,85     |